# Municipio de Rose Dell
El municipio de Rose Dell (en inglés: Rose Dell Township) es un municipio ubicado en el condado de Rock en el estado estadounidense de Minnesota. En el año 2010 tenía una población de 216 habitantes y una densidad poblacional de 1,73 personas por km².

## Geografía
El municipio de Rose Dell se encuentra ubicado en las coordenadas 43°48′12″N 96°22′27″O / 43.80333, -96.37417. Según la Oficina del Censo de los Estados Unidos, el municipio tiene una superficie total de 124.83 km², de la cual 124,83 km² corresponden a tierra firme y (0 %) 0.01 km² es agua.

## Demografía
Según el censo de 2010, había 216 personas residiendo en el municipio de Rose Dell. La densidad de población era de 1,73 hab./km². De los 216 habitantes, el municipio de Rose Dell estaba compuesto por el 97,22 % blancos, el 0,46 % eran asiáticos, el 1,85 % eran de otras razas y el 0,46 % eran de una mezcla de razas. Del total de la población el 2,31 % eran hispanos o latinos de cualquier raza.